# 短角變色龍

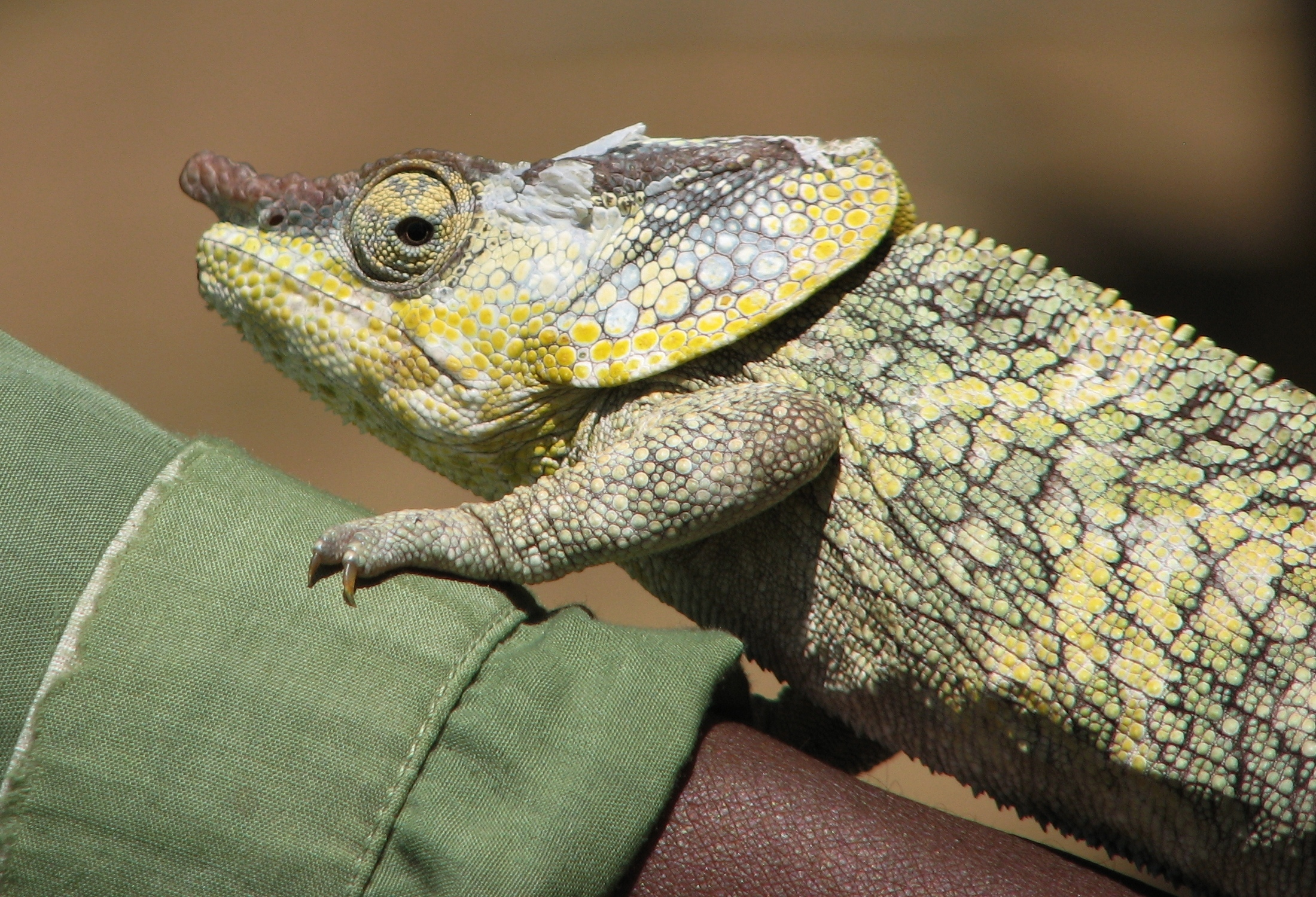

短角變色龍（Calumma brevicorne）是马达加斯加特有的一种變色龍。短角变色龙被國際自然保護聯盟列为无危物种。安達西貝-曼塔迪亞國家公園境內有該物種。